# Bartoszylas
Bartoszylas – wieś pogranicza kaszubsko-kociewskiego w Polsce, położona w województwie pomorskim, w powiecie kościerskim, w gminie Stara Kiszewa.
| SIMC    | Nazwa    | Rodzaj    |
| ------- | -------- | --------- |
| 0172758 | Ruda     | część wsi |
| 0172764 | Samanica | część wsi |

W latach 1975–1998 wieś administracyjnie należała do województwa gdańskiego.